# Rosario Villari
Rosario Villari, noto anche con lo pseudonimo di Sascia Villari (Bagnara Calabra, 12 luglio 1925 – Cetona, 17 ottobre 2017), è stato uno storico e politico italiano.
Docente di storia moderna a Roma, Messina e Firenze, fu parlamentare del Partito Comunista Italiano. Era fratello di Lucio Villari, anch'egli storico.

## Biografia
Ha iniziato gli studi universitari a Firenze e li ha conclusi a Messina, dove è stato allievo di Galvano Della Volpe.
Vanta una lunga attività pubblicistica sulle pagine de Il Politecnico, Il Ponte, Movimento operaio, Quaderni di cultura e storia sociale. Redattore dal 1956 al 1960 di Cronache meridionali, sostiene il recupero dei temi meridionalistici della rivista, pubblicando testi dei meridionalisti "ante litteram", dall'abate Galiani (secolo XVIII) ai liberali napoletani del 1848. Arriva così ai primi saggi sulla storia del Regno di Napoli nel Settecento, raccolti poi in parte in Mezzogiorno e contadini nell'età moderna.
Nello stesso anno, il 1961, cura un'antologia della questione meridionale, Il Sud nella storia d'Italia. Seguono La rivolta antispagnola a Napoli. Le origini (1585-1647) e, alla fine degli anni settanta, Mezzogiorno e democrazia, ripresa e ampliamento di un precedente lavoro. Tra gli altri titoli una Storia dell'Europa contemporanea e un manuale per le scuole superiori (Sommario di Storia).
È stato docente di storia nelle università di Roma, Messina e Firenze, oltreché visiting professor al St Antony's College dell'Università di Oxford e all'Institute for Advanced Study di Princeton.
Nel 1990 è eletto membro dell'Accademia nazionale dei Lincei. Dallo stesso anno, per i cinque anni successivi, è presidente della giuria del Premio letterario Viareggio, incarico abbandonato nel 1995. Nel 1996 è nominato presidente della giunta centrale per gli Studi Storici.
Ha partecipato intensamente al dibattito culturale e storiografico anche con articoli giornalistici e con interventi in trasmissioni radiofoniche e televisive.
Muore all'età di 92 anni, il 18 ottobre 2017 nella sua casa di Cetona (Siena).

## Attività politica
Il suo impegno politico comincia con la militanza antifascista e con la partecipazione all'organizzazione dei movimenti contadini per la riforma agraria in Calabria. È stato membro del comitato centrale del PCI, nel quale ha sempre sostenuto una linea democratica e riformista, e una politica di autonomia rispetto all'egemonia sovietica.
È stato eletto deputato nella VII Legislatura (1976 - 1979).

## Opere
- Racconti e poesie pubblicate sulla rivista Il Politecnico, 1945-46, (firmati Sascia Villari')
- Mezzogiorno e contadini nell'età moderna, Bari, Laterza, 1961.
- Il Sud nella storia d'Italia. Antologia della questione meridionale, Bari, Laterza, 1961.
- Conservatori e democratici nell'Italia liberale, Bari, Laterza, 1964.
- La rivolta antispagnola a Napoli. Le origini, 1585-1647, Bari, Laterza, 1967.
- Storia medievale. Corso di storia per le scuole medie superiori, Bari, Laterza, 1967.
- Storia moderna. Per le scuole medie superiori, Bari, Laterza, 1969.
- Storia contemporanea. Per le scuole medie superiori, Bari, Laterza, 1970.
- Storia dell'Europa contemporanea, Bari, Laterza, 1971.
- Mezzogiorno e democrazia, Roma-Bari, Laterza, 1978.
- Ribelli e riformatori dal XVI al XVIII secolo, Roma, Editori Riuniti, 1979.
- Elogio della dissimulazione. La lotta politica nel Seicento, Roma-Bari, Laterza, 1987. ISBN 88-420-2883-5.
- L'uomo barocco, a cura di, Roma-Bari, Laterza, 1991. ISBN 88-420-3856-3.
- Come è nata l'Italia. Il Risorgimento, a cura di Giorgio Dell'Arti, 12 voll., Roma, Editoriale la Repubblica, 1991.
- Per il re o per la patria. La fedeltà nel Seicento, Roma-Bari, Laterza, 1994. ISBN 88-420-4403-2.
- Scrittori politici dell'eta barocca. Botero, Ammirato, Settala, Boccalini, Tassoni, Zuccolo, Micanzio, Genoino, Spinola, Sammarco, Malvezzi, Accetto, Contarini e altri autori anonimi, scelta e introduzione di, Roma, Istituto Poligrafico e Zecca dello Stato, 1998.
- Mille anni di storia. Dalla città medievale all'unità dell'Europa, Roma-Bari, Laterza, 2000. ISBN 88-420-6164-6.
- Politica barocca. Inquietudini, mutamento e prudenza, Roma-Bari, Laterza, 2010. ISBN 978-88-420-9471-5.
- Un sogno di libertà. Napoli nel declino di un impero (1585-1648), Milano, Mondadori, 2012. ISBN 978-88-04-45907-1.